# Обри, Шарль-Филипп
Шарль Филипп Обри (фр. Charles Philippe Aubry; погиб в море 4 февраля 1770 года) — французский военный и колониальный губернатор . Он был последним французским губернатором французской Луизианы (1765—1766) и вторым (1768—1769) после Антонио де Ульоа во время испанского периода (1766—1803).

## Биография
Сын Жака Шарля Обри (+ 1739), адвоката парижского парламента, и Катрин де Буасси.
Шарль Филипп Обри был офицером французской армии. В 1742 году он был младшим лейтенантом лионского пехотного полка, затем роты французских гренадеров. В 1743 году произведен в лейтенанты. Участвовал в нескольких боях во время конфликтов в Центральной Европе.
В 1750 году он стал капитаном колониальных войск во французской Луизиане.
Во время Семилетней войны он возглавил несколько атак против англичан и успешно защитил Форт Дюкен. В 1758 году он был командующим колониальными войсками в битве при форте Лигонье.
В 1759 году попал в плен к англичанам после поражения французов в сражении при Ла-Бель-Фамиле во время обороны Форта Ниагара. Англичане доставили его в Нью-Йорк. Несколько месяцев спустя он был освобожден и отправлен обратно во Францию, где король наградил его Орденом Святого Людовика.
В октябре 1763 года он вернулся во Французскую Луизиану. Вместе с губернатором Жан-Жаком Блезом д’Аббади он участвовал в передаче французских территорий Луизианы, расположенных к востоку от реки Миссисипи, англичанам.
В феврале 1765 года он заменил только что умершего Жана-Жака д’Аббади на посту последнего французского губернатора Луизианы до прибытия новых испанских колониальных властей. Шарль Филипп Обри сердечно приветствует нового губернатора Испании Антонио де Ульоа.
Во время восстания в Новом Орлеане 1768 года Шарль Филипп Обри попытался добиться и того, и другого. Сидя между двумя стульями, он пытался угодить как новой испанской власти, так и враждебному испанцам франко-луизианскому населению. Антонио де Ульоа, которому пришлось бежать из Нового Орлеана в Испанию, Обри был вынужден взять на себя временное правительство в качестве французского губернатора от иностранной державы.
В 1769 году Испания отправила нового губернатора Алехандро О’Рейли, который принял на себя командование Луизианой. Сообщается, что Обри предоставил ему имена некоторых участников восстания. Вскоре после этого Шарль Филипп Обри уехал во Францию на Père de Famille, но погиб в кораблекрушении в пределах видимости французского побережья.
В 1920 году город Новый Орлеан назвал в его честь улицу (Обри-стрит), в одном квартале от Д’Абади-стрит.